# Eustenopteron
Eustenopteron (łac. Eusthenopteron) – rodzaj kopalnych ryb mięśniopłetwych (Sarcopterygii).
Żyły w okresie dewonu (ok. 385 mln lat temu) w jeziorach i rzekach. Stanowią jedno z ogniw pośrednich w ewolucji kręgowców od ryb do płazów. Były spokrewnione z rodzajem Hyneria. Badania paleontologiczne zespołu Grzegorza Niedźwiedzkiego w Górach Świętokrzyskich dowiodły, że Eusthenopteron był boczną gałęzią ewolucyjną, gdyż odkryto tropy bardziej zaawansowanego ewolucyjnie zwierzęcia, żyjącego 18–20 mln lat wcześniej. 
W każdej z płetw parzystych miały po siedem kości podobnych do kości palców. Dzięki umięśnionym płetwom poruszały się głównie po dnie, gdzie wyszukiwały pokarm. Mogły oddychać powietrzem atmosferycznym, gdy woda w płytkich, zarośniętych zbiornikach wodnych była okresowo pozbawione tlenu.

Kręgowce charakterystyczne dla późnego dewonu: ryby mięśniopłetwe i czworonogi ziemnowodne.
Z mięśniopłetwych ryb takich jak eustenopteron wyewoluowały ich następcy panderichtys, które mogły oddychać powietrzem atmosferycznym na mulistych płyciznach, następnie pojawił się tiktaalik, który przy pomocy kończyno-podobnych płetw mógł wychodzić na ląd, poprzedzając pierwsze czworonogi takie jak akantostegi, których stopy miały osiem palców i ichtiostegi z rozwiniętymi kończynami, buszujące w chwastach porastających nabrzeżne mokradła. Mięśniopłetwe ryby wyewoluowały także w latimerie, które przetrwały do dziś

Gatunki zaliczone do tego rodzaju:
- † Eusthenopteron foordi
- † Eusthenopteron savesoderberghi
- † Eusthenopteron waengsjoei
- † Eusthenopteron wenjukowi

| ← mln lat temuEustenopteron |          |            |          |          |           |         |          |         |          |           |      |    |
| Prekambr←4,6 mld            | Kambr541 | Ordowik485 | Sylur443 | Dewon419 | Karbon359 | Perm299 | Trias252 | Jura201 | Kreda145 | Paleog.66 | Ng23 | Q2 |